# Hledám Amy
Hledám Amy (též Zoufalec, v anglickém originále Chasing Amy) je americký romantický komediálně-dramatický film z roku 1997 režiséra Kevina Smithe, který také napsal jeho scénář. V hlavních rolích se představili Ben Affleck, Joey Lauren Adams, Jason Lee, Dwight Ewell a Jason Mewes. Film popisuje příběh mladého komiksového autora (Affleck), který se zamiluje do lesby (Adams), což těžce snáší jeho kamarád a pracovní partner (Lee).
Rozpočet snímku činil 250 tisíc dolarů. Distribuční společnost Miramax původně nabízela pokrytí rozpočtu ve výši 2 milionů dolarů, pokud Smith obsadí do hlavních rolí Davida Schwimmera, Drew Barrymore a Jona Stewarta. Režisér však tuto nabídku odmítl.
Film měl premiéru na Sundance Film Festivalu 24. ledna 1997. Do amerických kin byl uveden 4. dubna 1997 společností Miramax, celkové tržby dosáhly 12 milionů dolarů.
V Česku vyšel film v roce 1999 na VHS v českém znění pod názvem Zoufalec. Pod ním byl promítán i v kinech v rámci Febiofestu v roce 2000. Od roku 2000 jej Česká televize uvádí s podtitulky pod názvem Hledám Amy, který byl využit i při vydání na DVD.